# Parti communiste allemand
Ne doit pas être confondu avec Parti communiste d'Allemagne.
Pour les articles homonymes, voir DKP (homonymie) et Parti communiste en Allemagne.
Le Parti communiste allemand (en allemand : Deutsche Kommunistische Partei, abrégé en DKP) est un parti politique allemand d'orientation communiste et marxiste fondé en 1968 en Allemagne de l'Ouest.
Ce parti est autorisé, après une interdiction qui avait frappé en 1956 le Parti communiste d'Allemagne (KPD). 
Officiellement classé à l'extrême gauche en vertu de la Loi fondamentale de la République fédérale d'Allemagne, il a toujours été un parti marginal en Allemagne de l'Ouest : le soutien financier de l'Allemagne de l'Est lui a cependant permis de bénéficier d'une visibilité disproportionnée par rapport à son électorat. Il a obtenu son meilleur score (3,1 %) à l'élection du Landtag de Brême en 1971. Il compte un membre dans le Landtag de Basse-Saxe, scissionniste du parti Die Linke, sur la liste duquel il a été élu.
Le Parti communiste allemand a eu le statut d'observateur au sein du Parti de la gauche européenne mais l'a quitté en 2016.
Il publie un hebdomadaire, Unsere Zeit (Notre temps), « Sozialistische Wochenzeitung » (Journal hebdomadaire socialiste).
Lors des élections fédérales de 2013, le DKP a obtenu 1 699 voix à l'échelle nationale.
Le 27 février 2016, les délégués du 21e congrès du DKP ont voté la sortie du Parti de la gauche européenne (à 99 voix contre 52). Le parti entend par là mettre l'accent sur le travail de fond avec les partis communistes.